# 饴 (日本)
飴是指以麥芽糖以及穀物為主要材料的糖果，又有餳、飴餳等別稱，常會製作成不同形狀或染上不同顏色。根據《日本書紀·神武紀》的記載，神武天皇時期就出現了「水無飴」這種食物。